# Juan de Urquía y Redecilla
Juan de Urquía y Redecilla (? - † Paracuellos de Jarama, 1936) fou un militar, periodista i polític espanyol, diputat a les Corts Espanyoles durant la restauració borbònica.
Va treballar alguns anys com a periodista a Tenerife, on fou company de Manuel Delgado Barreto a la Opinión. El 1900 va fundar el diari La Patria, on va publicar articles amb el pseudònim El Capitán Verdades. Fou diputat per Gandesa pel Partit Liberal a les eleccions generals espanyoles de 1901 i 1905 i per l'illa d'El Hierro a les eleccions generals espanyoles de 1923. Després del fracàs de l'aixecament militar a Madrid el 18 de juliol de 1936 fou tancat a la presó Model de Madrid. Fou un dels presos assassinat en les matances de Paracuellos.

## Obres
- La Guerra hispanoamericana, historia negra: Relato de los escándalos ocurridos en nuestras excolonias durante las últimas guerras, 1899